# 네프티스
네프티스(Nephthys, Nebet-het, Nebt-het)는 이집트 신화에 등장하는 여신이다. 엔네아드 신화에 따르면, 대지의 남신인 게브와 하늘의 여신인 누트 사이에 태어난 네명의 남매 중 막내이다. 그는 자신의 남매인 세트의 아내이다. 세트가 혼란, 분열을 의미하는 것과 반대로 네프티스는 화합과 모임, 힘을 상징한다.
남편 세트가 아닌 큰오빠인 오시리스와의 사이에서 아누비스를 낳았다.